# City Lights (gruppo musicale)
I City Lights sono stati un gruppo musicale statunitense formatosi a Columbus, Ohio, nel 2008.
Dopo aver pubblicato un EP autoprodotto e due album in studio e un EP per la InVogue Records, la band si è ufficialmente sciolta nel 2014. La band è brevemente tornata in attività nel 2015 con un secondo EP acustico, concerti organizzati negli Stati Uniti e un singolo inedito, comunicando tuttavia che non avrebbero ripreso alcuna attività.

## Formazione

### Formazione attuale
- Oshie Bichar – voce (2008-2014, 2015-presente)
- Chase Clymer – basso (2009-2014, 2015-presente)
- Jeremy Smith – chitarra solista, voce secondaria (2010-2014, 2015-presente)
- Will Deely – chitarra ritmica, voce secondaria (2013-2014, 2015-presente)
- Sean Smith – batteria, percussioni (2008-2014, 2015-presente)

### Ex componenti
- Hartley Lewis – chitarra solista (2008-2009)
- Jack Synder – chitarra solista (2009-2010)
- Joey Kasouf – chitarra ritmica (2008-2011)
- Kamron Bradbury – chitarra ritmica (2011-2014)
- Zac Goble – basso, voce secondaria (2008-2009)

## Discografia

### Album in studio
- 2011 – In It to Win it
- 2013 – The Way Things Should Be

### EP
- 2009 – Rock Like a Party Star
- 2012 – Acoustic EP
- 2015 – Acoustic EP 2
- 2016 – City Lights